# Ouragan du Honduras britannique
L'ouragan du Honduras britannique survenu en 1931 est l'ouragan le plus meurtrier de l'histoire du Honduras britannique (connu sous le nom de Belize depuis 1973), ayant tué approximativement 2 500 personnes. L'ouragan a une première fois été détectée en tant qu'onde tropicale hors la côte ouest d'Afrique le 29 août. Se déplaçant vers l'ouest, la perturbation demeura relativement faible jusqu'au 6 septembre, lorsqu'elle fut classée cyclone tropical à l'ouest des Îles du Vent. La dépression s'intensifia progressivement, atteignant l'intensité d'une tempête tropicale au sein des six premières heures suivant la cyclogénèse tropicale. Le cyclone s'intensifia encore, atteignant l'intensité d'un ouragan à compter du 8 septembre. La consolidation ainsi que la structure demeurèrent progressives jusqu'à ce que la tempête n'atteigne le golfe du Honduras, à ce moment-là, elle s'intensifia rapidement, atteignant l'intensité estimée d'un ouragan de catégorie 4 sur l'échelle de Saffir-Simpson le 10 septembre. L'ouragan arriva ensuite sur les côtes de Belize City avec un vent maximum soutenu de 215 km/h. Traversant la péninsule du Yucatán, le cyclone tropical s'affaiblit, et s'affaiblit encore lorsqu'il traversa la baie de Campêche. Ce parcours l'amena sur les côtes au nord de Tampico, au Mexique, en tant que tempête tropicale le 13 septembre. Une fois à l'intérieur des terres, la tempête s'affaiblit rapidement et se dissipa dans la journée. 
Possiblement en raison des célébrations de l'anniversaire de la défaite des conquérants espagnols par les anglais en 1798, il eut un petit avertissement de la tempête au Honduras britannique. Au Caye St. Georges, de nombreuses structures furent emportées par des marées anormalement hautes ainsi que l'onde de tempête. Belize City fut dévastée, la ville entière a été inondée sous 1,5 mètre d'eau. Parmi les édifices sévèrement endommagés ou démolis figurent notamment de nombreux bâtiments ainsi que les résidences universitaires de l'Université Saint-Jean ainsi que la permanence de l'Ambassade américaine ; le Consul souffrit de blessures fatales lors de l'effondrement de l'édifice. Plus à l'intérieur des terres, de graves dégâts à l'agriculture eurent lieu. Dans l'ensemble, la tempête laissa $7.5 million (Dollar américain de 1931) de dégâts.

## Évolution météorologique
L'ouragan commença en tant qu'onde tropicale, une zone dépressionnaire se dirigeant vers l'ouest, observée pour la première fois au sud-est du Cap-Vert le 29 août. Traversant l'Atlantique tropical, l'onde retint une pression atmosphérique minimale d'environ 1 010 hPa et se renforça brièvement le jour suivant,. Cependant, le 1er septembre, l'onde était devenue plutôt faible et indiscernable, elle restera ainsi jusqu'au 6 septembre alors qu'elle a dépassé les Îles du Vent.
Le même jour, le système devint suffisamment formé afin d'être classé dépression tropicale à 18 h UTC près de la Grenade,. Environ six heures plus tard, la dépression se renforça en tempête tropicale en passant sur la mer des Caraïbes. En raison d'un manque d'observations de navires, les données concernant la tempête furent rares dans cette région. Le premier navire à avoir identifier la tempête fut le navire-citerne Geo H. Jones qui enregistra de fortes rafales de concert avec une rapide diminution de la pression atmosphérique à compter du 7 septembre. Puisque la tempête demeura une trajectoire vers l'ouest-nord-ouest en traversant les Caraïbes, davantage de navires purent enregistrer des données concernant le cyclone tropical,.
On estime qu'à 18 h UTC le 8 septembre, la tempête tropicale atteignit l'intensité d'un ouragan de catégorie 1 de l'échelle de Saffir-Simpson. L'intensification demeura progressive jusqu'à ce que l'ouragan entre dans le golfe du Honduras le 10 septembre et débute une intensification rapide. Ainsi, à 0 h UTC le 10 septembre, le système est passé à la catégorie 2 puis atteignit son pic d'intensité en tant qu'ouragan de catégorie 4 avec un vent maximum soutenu de 215 km/h à 18 h UTC. Le fort ouragan toucha la côte près de Belize City à la même intensité deux heures plus tard. Un baromètre de la ville enregistra une pression minimum de 952 hPa, soit la pression atmosphérique la plus basse mesurée avec le système.
L'ouragan s'affaiblit ensuite en passant sur la péninsule du Yucatán, au point de devenir une tempête tropicale au moment où le système déboucha sur la baie de Campêche. Malgré le fait que la tempête passait sur la mer, elle continua à s'affaiblir au sein de la baie et toucha la côte une seconde fois à environ 95 à 110 km au nord de Tampico, au Mexique, où des rafales de 65 km/h ont été enregistrées vers 0 h UTC le 13 septembre,. Au-dessus du terrain montagneux du Mexique, la tempête s'affaiblit rapidement et se dissipa le même jour.

## Préparatifs
Le 10 septembre, jour de l'ouragan, est également un jour férié pour le Honduras britannique, où les locaux se rassemblent dans les rues afin de célébrer la Bataille de St George's Caye. On pensa que l'ouragan frappa sans aucun avertissement, bien que certains historiens contemporains l'ont contesté. Dans un article publié dans The Belize Times le 5 septembre 2004, Emory King déclara que les autorités béliziennes avaient refusé les avertissements continus des navires américains dans la région où un ouragan pouvait probablement frapper, afin que les festivités ne furent pas interrompues. Comme preuve, King cita une lettre datant du 24 septembre 1931, d'un opérateur radio local destinée au Secrétaire d'État aux Colonies, James Henry Thomas, dans laquelle les avertissements furent discutés, ajoutant que « peut-être qu'aucune [des autorités] n'avait déjà vécu d'ouragan et ne savait point exactement à quel point ça allait être mauvais ». De plus, il eut aussi une croyance parmi les Béliziens selon laquelle les récifs fourniraient une barrière contre les vagues des marées hautes. 

## Conséquences

### Honduras britannique (Bélize)

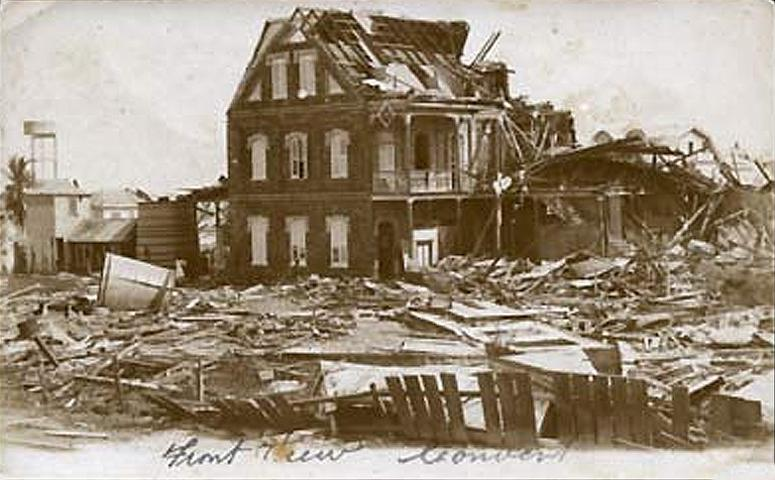
Un couvent à Belize City suite au passage de l'ouragan

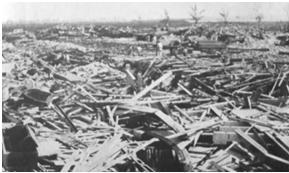
Les ruines du St. John's College (enseignement secondaire)

L'onde de tempête, des marées anormalement hautes, ainsi que de fortes rafales de vent ont donné lieu à de sévères dégâts ainsi que de nombreux décès à Belize City. La ville entière a été inondée sous 1,5 mètre d'eau. De nombreux bateaux ont été emportés loin des terres, y compris une drague de 2 tonnes. Les propriétés sur six rues furent complètement emportées, tandis que dans l'ensemble, 70 % de la ville a été détruite,.
La permanence de l'ambassade américaine a sévèrement été endommagée, après que l'eau ait atteint le deuxième étage. Giles Russell Taggart, le Consul, fut blessé lors de l'effondrement de l'édifice et est mort plus tard. À l'Université Saint-Jean, de nombreux bâtiments ainsi que résidences universitaires furent considérablement endommagés ou détruits.
De nombreux prêtres américains de la ville furent tués lors de la tempête. Dans un rayon de 40 kilomètres de Belize City et à environ 64 kilomètres en amont du fleuve Belize, toutes les plantations agricoles furent oblitérées. Au large à Caye St. Georges, les structures ont totalement été anéanties, tandis que 24 décès y ont été recensés. La tempête a fait approximativement 2 500 morts, faisant d'elle le cyclone tropical le plus meurtrier de l'histoire de Belize. 
Les autoritées de Belize City ont envisagé d'abandonner la communauté et de la déplacer vers des terres plus élevées. De plus, il eut une proposition de relocaliser la capitale plus au sud ou dans l'arrière-pays jusqu'à la crête des pins, avec pour résultat une altitude plus élevée de la capitale. Cependant, la procédure de déménagement de la capitale ne commença pas avant 1961, après que Belize City ait été dévastée par l'ouragan Hattie. La ville de Belmopan devint la capitale du Honduras britannique en 1970,.

### Mexique
En raison de la faible intensité de la tempête ainsi qu'un endroit rural où cette dernière arriva sur les côtes au Mexique, peu d'observations du temps lié à la tempête dans le pays eurent lieu. À Tampico, situé au sud de là où la tempête arriva sur les côtes, les rafales de vent n'atteignirent que 32 km/h.

## Secours
Le gouvernement britannique demanda aux États-Unis d'envoyer des vaisseaux afin de venir en aide à ceux ayant été touchés par la tempête. De nombreux Béliziens ont fuit sans provisions. Le dragueur de mines USS Swan (AM-34), stationné près de Trujillo, a été expédié afin de porter secours au Honduras britannique. Le président américain Herbert Hoover ordonna à l'United States Navy ainsi que la Croix-Rouge américaine de coopérer dans les opérations de secours. Les agences et les organisations exigèrent à un avion de l'United States Marine Corps de Managua d'envoyer 2 500 $ de fournitures médicales aux zones touchées du Honduras britannique.
À travers Belize City, des cuisines de secours furent installées. Le gouvernement du Honduras britannique commença finalement à brûler les zones contenant des débris ainsi que des corps, dans le but d'éviter une pandémie. Monrad Metzgen, un lieutenant des Forces armées béliziennes, devint responsable du sauvetage des personnes piégées, nourrissant ceux n'ayant aucun refuge, ainsi qu'enterrant les décédés. Pour ses efforts, Metzgen reçut un prix de l'ordre de l'Empire britannique du roi George V du Royaume-Uni.